# Higinio Reynoso
Higinio Reynoso Loza (nacido el 1 de marzo de 1942 en Cañadas de Obregón, Jalisco, México) es un exjugador de béisbol y sóftbol. Jugaba en las posiciones de shortstop, segunda base y tercera base.

## Trayectoria
Previo a su debut profesional, militó en el equipo de béisbol de la Universidad de Sonora. El 1 de abril de 1962, conectó 4 jonrones en un juego de la Liga de Beisbol de San Benito contra el equipo Pepsi Cola. Sumados a un jonrón conectado en el partido anterior, alcanzó un total de 5 jonrones consecutivos.
Durante su carrera como beisbolista profesional, jugó en equipos como los Broncos de Reynosa, Cañeros de Los Mochis y Naranjeros de Hermosillo. Tras su retiro, se desempeñó como gerente general de los Naranjeros.
En 1972, formó parte del representativo mexicano que consiguió el cuarto lugar en el Mundial de Sóftbol en Manila, Filipinas.
En diciembre de 2022, ingresó al Salón de la Fama del Deportista Sonorense, espacio que honra la trayectoria deportiva de atletas y entrenadores destacados del estado de Sonora.